# Egina (otok)
Egina (grčki: Αίγινα) je jedan od Saronskih otoka u Egejskom moru u središnjoj Grčkoj. Otok upravno pripada prefekturi Pirej i Periferiji Atika, kao jedna od općina. Sjedište općine i najveće naselje na otoku je istoimeni gradić Egina na sjeverozapadnoj strani otoka.

## Ime
Naziv "Egina" vjerojatno je izveden od imena iz grčke mitologije, Eaka, mitološkog kralja drevne Egine.

## Prirodni obilježja
Egina je smještena u blizini Atene (40-ak km zračne udaljenosti), u središnjem dijelu Saronskog zaljeva, koji se po njoj zove i Eginski zaljev. Otok je blago razvedene obale s brojnim malim zaljevima i skrivenim plažama. Egina je brdovita, ali je njeno zemljište vulkanskog podrijetla i jako plodno. Na otoku postoje značajne šume bora.
Klima na Egini je sredozemna.

## Povijest
Egina je jako rano naseljena, već u doba rane prapovijesti. U doba Mikenske civilizacije Egina je bila trgovačko središte za ovaj dio Grčke. Taj joj je otok donio bogatstvo i moć, koju je tek u 5. stoljeću pr. Kr. skršila antička Atena i sebi priključila Eginu. Kasnija povijest vezana je za povijest Atene. U doba ranog Bizanskog carstva Egina je ponovo ojačala, o čemu govore brojne crkve iz tog vremena. Međutim, česti napadi Saracena u 9. stoljeću doveli su novog nazadovanja i, vjerojatno, napuštanja otoka. Poslije osvajanja Carigrada od strane križara 1204. g. Egina je bila pod vlašću Zapada sve do 1537. g. Tada Eginu osvajaju Turci i pod njima ostaje stoljećima. uz kraktu vlast Mlečana krajem 17. stoljeća.
Novi procvat Egine događa se nastavkom suvremene Grčke 1830. godine, kada je čak kratko bila i prijestolnica (1828. – 30.). Proglašavanjem Atene za novu prijestolnicu Egina gubi na značaju, ali ne propada, jer je nova prijestolnica ostala blizu. Poslije rata širenjem Atene otok postaje mjesto vikend turizma Atenjana, a kasnije i stalnih kuća doseljenika.

## Stanovništvo
Po popisu iz 2001. godine na otoku je živjelo oko 13.000 stanovnika, od toga oko 60% u gradu Egini. Gotovo cjelokupno stanovništvo su Grci.

## Gospodarstvo
Poljoprivreda je tradicionalno zanimanje otočnog stanovništva, pogotovo uzgajanje pamuka, badema, vinove loze, maslina. U novije vrijeme najviše se uzgajaja pistacija.
Važne djelatnosti su turizam i pomorstvo.

## Vanjske poveznice
- http://www.aegina.gr/ (grč.)(engl.)